# Gentiana tetramera
Gentiana tetramera är en gentianaväxtart som beskrevs av Miyam.. Gentiana tetramera ingår i släktet gentianor, och familjen gentianaväxter. Inga underarter finns listade i Catalogue of Life.